# Joseph Hunaerts
Joseph Hunaerts (* 6. Juli 1912 in Brüssel; † 19. März 1979) war ein belgischer Astronom und Entdecker von zwei Asteroiden.

## Leben und Wirken
Hunaerts arbeitete an der Université libre de Bruxelles in Brüssel und ab 1936 an der Königlichen Sternwarte von Belgien in Uccle/Ukkel. Er erhielt den Doctor of Science und schrieb viele Artikel über die molekularen Spektren der Sonne und der Kometen. Später beschäftigte er sich mit der Erforschung der Ionosphäre und insbesondere mit ihrem Verhalten während Sonnenfinsternissen. Hunaerts war Mitglied der 15. (Kometenphysik) sowie der 36. Kommission der Internationalen Astronomischen Union (Spektrophotometrie).

## Entdeckte Asteroiden
| Asteroid      | Asteroidentyp                              | Entdeckungsdatum | Provisorische Bezeichnung(en)                                           |
| ------------- | ------------------------------------------ | ---------------- | ----------------------------------------------------------------------- |
| (1423) Jose   | Äußerer Asteroidengürtel (Koronis-Familie) | 28. August 1936  | 1936 QM; 1931 TM2; 1934 EE; 1936 SC; 1937 YE; 1946 UF; 1950 PW; 1968 HL |
| (1637) Swings | Äußerer Asteroidengürtel                   | 28. August 1936  | A907 GX; 1934 FL; 1934 FP; 1936 QO; 1936 SD; 1939 FU; 1950 GA           |